# Campeonato de Portugal de Velocidade

O Campeonato de Portugal de Velocidade (CPV) é uma competição de automobilismo em Portugal de carros de GT e Turismo.
A FPAK (Federação Portuguesa de Automobilismo e Karting), a Race Ready e a TCR Euro Series subscreveram um contrato para a promoção do Campeonato de Portugal de Velocidade (CPV), com a duração de três anos que teve início em 2022.
Actualmente o calendário contém quatro provas em circuito, três em Portugal e uma em Espanha. Cada evento está concentrado num fim de semana composto por duas corridas de 45 minutos com paragem nas boxes obrigatória.
Três das quatro provas são disputadas em concomitância com o Iberian Supercars Endurance .
A fórmula, em termos de regulamento técnico, de juntar na mesma grelha carros das classes GT4 e TCR, e outros, sendo que existe um BoP (equilíbrio de performance) definido a nível internacional, para garantir a equidade de andamentos, tem provado a sua eficácia esta época e continuará a ser, em 2023, o fiel da balança para assegurar um campeonato competitivo e emocionante que enche os olhos do público com corridas de sonho, mas também competitivas, com diferentes líderes ao longo da competição.
Para aumentar as hipóteses de cada condutor ganhar, nas categorias GT4, a série aceita apenas duplas Pro-Am - pilotos "Silver" e "Bronze" ou "Gold" e "Bronze", de acordo com a categorização de pilotos da FIA - e Am - apenas para pilotos "Bronze".

## Calendário de Provas para 2024[4]
| Data           | Prova                |
| -------------- | -------------------- |
| 25/26-Maio     | Jerez de la Frontera |
| 13/14-Julho    | Estoril              |
| 26/27-Outubro  | Portimão             |
| 29/30-Novembro | Estoril              |

## Divisões[5]
- GT4 Pro - duplas Silver/Bronze ou Gold/Bronze - dois pilotos por carro da categoria GT4;
- GT4 Bronze - apenas para pilotos Bronze - possibilidade de um só piloto por carro da categoria GT4;
- GTX - um ou dois pilotos por carro, classe dedicada a carros GT4 com homologações SRO anteriores ou outros carros de GT aprovados pela organização;
- Cup - um ou dois pilotos por carro, modelos 997 Cup e 911.1 Cup que competiram nas Porsche Carrera Cup;
- TCR - um ou dois pilotos por carro da categoria TCR sem categorização necessária;
- TC - um ou dois pilotos por carro, viaturas oriundas dos troféus monomarca ou outras competições de carros de Turismo;
- TCL - baseada numa nova classe introduzida pela FIA para carros Rally 4 equipados com um kit para pista.
- M2 - um ou dois pilotos por carro, apenas poderão competir os viaturas BMW M2 Racing Cup (só na temporada de 2023).

Os condutores e concorrentes pontuam para os seguintes Campeonatos Absolutos: 
• Grande Turismo - Absoluto
•  Turismo - Absoluto
• GTC - Absoluto
As categorias e divisões foram alvo de ligeiras alterações de 2023 para 2024. Foi introduzida uma nova divisão na categoria GT4, a GT4 Am, reservada a pilotos iniciados que desejem participar ao volante de GT4 homologados.
Na categoria de Turismo, a divisão M2, introduzida em 2023, foi substituída em 2024 por uma nova divisão, a TCL, baseada numa nova classe introduzida pela FIA para carros Rally 4 equipados com um kit para pista. A divisão TC, reservada a automóveis provenientes de troféus, passará a admitir os KIA Ceed ex-troféu monomarca.

## Resumo da Temporada de 2023
Em 2023, o Campeonato de Portugal de Velocidade afirmou-se nas pistas portuguesas, experimentando um crescimento notável e despertando o interesse crescente de pilotos e equipes tanto na competição nacional quanto na competição irmã Iberian Supercars Endurance. A competição teve quatro provas em Portimão, Jarama, Vila Real e Estoril.
Com uma grade diversificada de carros e batalhas intensas nas pistas, o Autódromo do Estoril atraiu uma grande audiência para testemunhar o emocionante encerramento do Campeonato Nacional de Velocidade e do Iberian Supercar Endurance. Os títulos foram disputados e conquistados, permitindo que pilotos e suas equipes celebrassem em grande estilo.
Na categoria GT4 Pro, a dupla composta por José Carlos Pires e Francisco Abreu, representando a Speedy Motorsport, sagrou-se campeã nacional e ibérica após uma emocionante disputa com Elias Niskanen / Nuno Pires (Lema Racing). O duelo entre o BMW M4 GT4 (G82) e o Mercedes-AMG GT4 durou até à última volta.
Na categoria GT4 Bronze, Patrick Cunha e Jorge Rodrigues, no Audi R8 LMS GT4 da Veloso Motorsport, conquistaram os títulos nacional e ibérico.
No cenário dos Turismos, os títulos nacionais e ibéricos foram para as mãos de Daniel Teixeira, num Cupra TCR da JT59 Racing Team, destacando mais uma excelente temporada do piloto transmontano, que também garantiu o título nacional na divisão TCR. Na Divisão TC, a dupla espanhola Borja Hormigos / Héctor Hernández, num BMW assistido pela Autoworks Motorsport, levou para Espanha os títulos português e ibéricos.
Álvaro Ramos e Fernando Soares, ao volante de um Aston Martin Vantage AMR GT4, assistido pela Araújo Competição, triunfaram na corrida da categoria GTX, festejaram os títulos da sua divisão e da categoria GTC em ambos os campeonatos, apesar de Fernando Soares não ter celebrado o título português por ter estado ausente da prova de Vila Real.
Na divisão Cup, para viaturas originárias dos troféu monomarca da Porsche, os ingleses Dave Benett e Marcus Fothergill levaram a melhor com o 911.1 Cup preparado pela Tockwith Motorsport.

## Resumo da Temporada de 2022
A temporada de 2022 foi a primeira do Campeonato de Portugal de Velocidade (CPV) com os novos promotores Race Ready e TCR Euro Series. O calendário inicial do campeonato era composto por cinco eventos - Estoril, Vila Real, Portimão, Braga e Estoril.  O arranque marcado para o Autódromo do Estoril foi adiado, tendo a competição arrancado em Jarama nos dias 14 e 15 de Maio, enquanto que a prova de Braga foi cancelada, devido à não homologação da pista.
Para Manuel Gião, Elias Niskanen e a equipa Lema Racing (Mercedes AMG GT4) foi praticamente chegar, ver e… vencer esta temporada no Campeonato de Portugal de Velocidade (CPV) e no Iberian Supercars Endurance, cujos títulos na classe GT4 Pro açambarcaram face a uma concorrência de respeito.
Miguel Cristóvão e Francisco Carvalho, no McLaren 570S GT4 da Araújo Competição, foram os “senhores” da categoria GT4 Bronze, tanto no CPV como no Iberian Supercars Endurance. 
Amigos e parceiros de corridas de longa data, António Coimbra e Luís Silva, aos comandos do Hyundai Elantra N TCR assistido pela equipa Sports & You, conquistaram o seu primeiro título em provas nacionais há pouco mais de uma semana, no Autódromo do Estoril, quando se sagraram campeões da classe TCR.  
Mesmo não tendo participado na prova de Jarama, Bruno Pires foi o campeão da categoria GTC, ao volante de um Porsche 997 GT3 Cup preparado pela gaiense Fabela Sport. O piloto de Vila Nova de Gaia fez equipa com Fábio Mota nas provas de Vila Real e Portimão, tendo Alvaro Fontes ocupado o lugar de Fábio Mota na prova disputada no Autódromo Internacional do Algarve.
A participação de Miguel Oliveira, junto com o pai Paulo Oliveira, na prova do Circuito de Vila Real foi um dos momentos altos da temporada. O piloto do MotoGP triunfou na classe TCR, aos comandos do Hyundai i30 N TCR.
O número médio de carros que iniciaram esta época no CPV /  Iberian Supercars Endurance foi de 14 carros com 31 inscritos diferentes em cinco provas. Um total de 56 pilotos de 8 nações diferentes participaram ao longo da temporada, sendo que 11 marcas e 14 modelos de automóveis estiveram representados. Os títulos das quatro categorias do CPV, assim como os respectivos títulos do Iberian Supercars Endurance, foram apenas decididos na última corrida da época.

## História
Ao longo dos anos a designação do Campeonato de Portugal de Velocidade nem sempre foi a mesma, tendo-se também chamado Campeonato Nacional de Velocidade ou Campeonato de Portugal de Circuitos, entre outras designações. Foram várias as viaturas que escreveram a história do campeonato, desde carros de Turismo a GT e Protótipos.